# Vlčí dítě

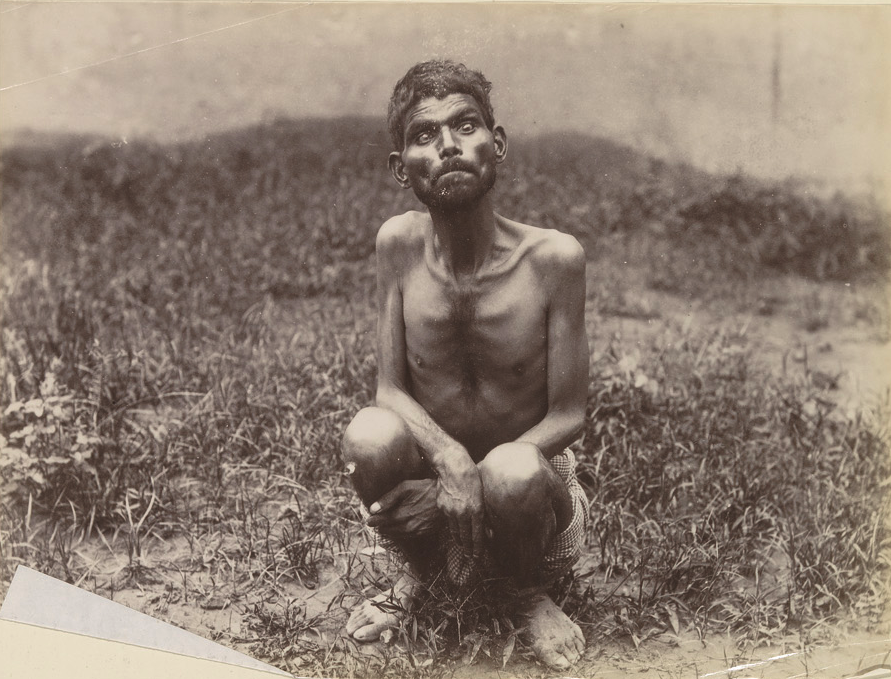
Dina Sanichar přibližně v roce 1889

Vlčí dítě je lidské dítě, které vyrůstalo bez kontaktu s lidskou společností. Vlčí dítě nemá žádné nebo jen velmi omezené zkušenosti s lidskou péčí, sociálním jednáním, lidskou řečí. Z toho důvodu postrádá sociální dovednosti a jeho socializace do lidské společnosti je velmi obtížná. Některé z vlčích dětí byly zanedbávány a drženy v izolaci svými rodiči či jinými lidmi (Genie, Kašpar Hauser). Další byly vychovány zvířaty zcela mimo lidskou společnost. O případech vlčích dětí se ve svém díle Rozprava o původu a příčinách nerovnosti mezi lidmi zmiňuje francouzský filozof Jean-Jacques Rousseau.

## Známé případy vlčích dětí

### 14.–19. století
- Hesenský vlčí chlapec – 14. století
- Chlapec z Bambergu vychovaný dobytkem – 16. století
- Hans z Liege
- Irský chlapec vychovaný ovcemi. Zmiňuje se o něm Nicolaes Tulp ve své knize Observationes medicae[1]
- Tři litevští medvědí chlapci – 17. století

- Dívka z Oranienburgu 1717

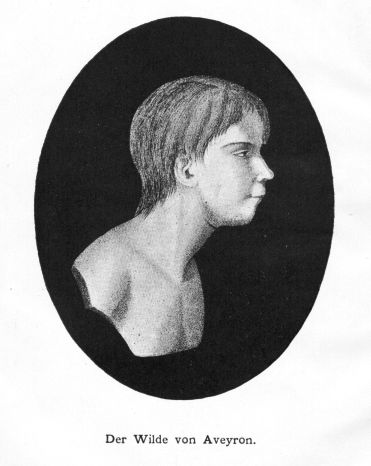
Viktor z Aveyronu

- Dva chlapci nalezení v Pyrenejích 1719
- Divoký Petr z Hamelinu 1724.
- Marie-Angélique Memmie Le Blanc známá jako divoká dívka ze Sangi či Divoká dívka ze Champagne 1731.
- Medvědí dívka z Krupiny, Slovensko, 1767
- Chlapec z Kronstadtu, 1781
- Viktor z Aveyronu známý jako divoký chlapec z Aveyronu, byl chlapec, který část svého dětství strávil v lese. Počátkem roku 1800 byl odchycen v Saint-Sernin-sur-Rance v departementu Aveyron. V té době mu bylo přibližně 12 let; ani přes snahu úřadů se nepodařilo vypátrat jeho rodinu ani původ. Již od počátku se o jeho případ zajímali vědci, což z divokého chlapce z Aveyronu činí jeden z nejlépe zdokumentovaných případů vlčích dětí.
- Kašpar Hauser začátek 19. století
- Dina Sanichar byl nalezen roku 1872 v jeskyni mezi vlky v oblasti Uttarpradéš v Indii, přibližně ve věku šesti let.[2] I přesto, že žil přes dvacet let v lidské společnosti, se i tak nenaučil mluvit[2][3], a byl proto v kontextu lidských návyků považován za mentálně postiženého. Zemřel na tuberkulózu v roce 1895.
- Lobo vlčí dívka 1845

### 20. století
- Amala a Kamala byly dvě dívky žijící s vlky. Roku 1920 je nedaleko Midnapuru v Indii objevil misionář Joseph Singh. Tento příběh je nyní považován za podvrh.
- V květnu 1972 byl nedaleko Sultanpuru v indickém státě Uttarpradéš nalezen asi čtyřletý chlapec hrající si s vlčaty. Měl velmi snědou kůži, dlouhé zahnuté nehty na prstech, zacuchané vlasy a mozoly na dlaních, kolenech a loktech. Byl pojmenován Shamdeo a odnesen zachránci do vesnice Narayanpur. Nikdy se nenaučil mluvit, ale uměl se dorozumět posunky. Zemřel v roce 1985.
- Gazelí chlapec
- John Ssebunya
- Pštrosí chlapec. Chlapec jménem Hadara se ztratil svým rodičům na Sahaře ve věku 2 let a vyrostl mezi pštrosy. V 12 letech byl nalezen, vrátil se ke svým rodičům do lidské společnosti. Později se oženil a měl děti. Tento příběh je známý v oblasti západní Sahary. Švédská spisovatelka Monica Zak napsala na základě vyprávění Hadarova syna o tomto případě knihu.[1]

- Oxana Malaya[4] narozena 4. listopadu 1983 byla v roce 1991 nalezena ve venkovním výběhu, kde žila společně se psy. Nebyla schopná mluvit, pohybovala se po čtyřech.
- Leopardí chlapec
- Medvědí dívka
- Genie
- Marcos Rodriguez Pantoya
- Vicente Cacau
- Ramu
- Ramachandra
- Saturday Mthiyane
- Daniel Andes
- Ivan Mishukov
- Edik, Ukrajina

### 21. století
- Alex, psí chlapec, 2001, Chile
- Traian Căldărar, 2002, Rumunsko
- Andrej Tolstyk, 2004, Rusko
- Dívka z džungle, 2007, Kambodža
- Neznámý přibližně 8letý chlapec, 2007, Uzbekistán
- Ljocha, 2007, Rusko
- Danielle Crockett, 2007–2008, Florida, Spojené státy americké
- Nataša, Rusko, 2009
- Chaidy, Indie, 2012

## Vlčí děti v mytologii a literatuře

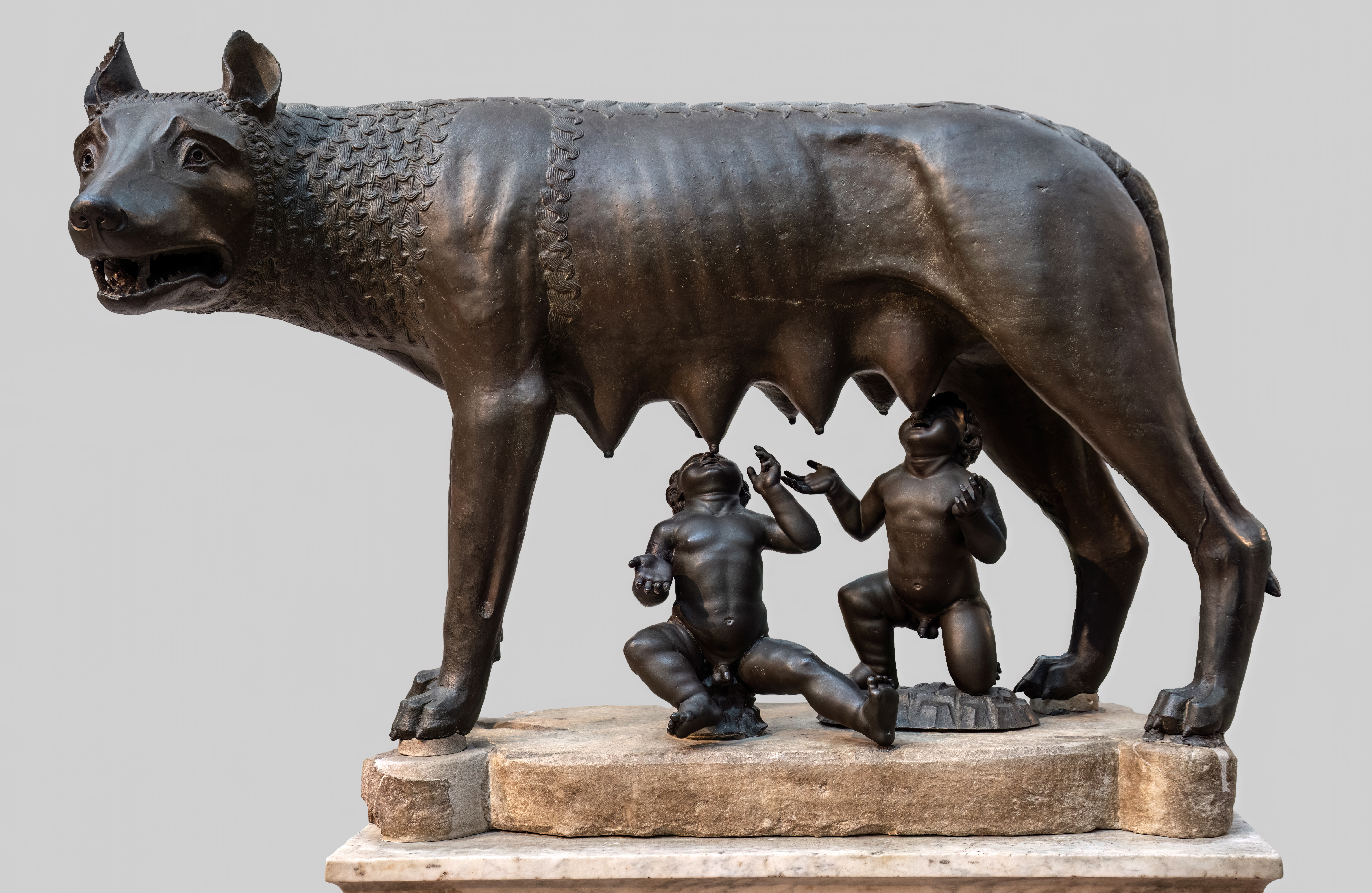
Vlčice kojící Romula a Rema

V mytologii různých národů i v moderní literatuře se vyskytuje mnoho příběhů o dětech, které byly vychovány divokými zvířaty.
- Romulus a Remus, dvojčata která podle pověsti založila Řím, byla vychována vlčicí.
- Podle irských pověsti byl vlčicí vychován bájný irský král Cormac mac Air.
- V knize Šáhnáme (Kniha králů), sepsané perským básníkem Firdausím, vystupuje hrdina Zaal vychovaný obrovským a moudrým ptákem Simurghem.
- Mauglí, hrdina Knihy džunglí anglického spisovatele Rudyarda Kiplinga, byl vychován vlčí smečkou.